# Alpine Ski-Juniorenweltmeisterschaften 2004
Die 23. Alpinen Ski-Juniorenweltmeisterschaften fanden vom 10. bis 15. Februar 2004 in Maribor in Slowenien statt.

## Männer

### Abfahrt
| Platz | Land | Sportler             | Zeit (min) |
| ----- | ---- | -------------------- | ---------- |
| 1     | AUT  | Romed Baumann        | 1:09,61    |
| 2     | ITA  | Silvano Varettoni    | 1:10,01    |
| 3     | CAN  | François Bourque     | 1:10,19    |
| 4     | ITA  | Kurt Pittschieler    | 1:10,20    |
| 5     | SLO  | Rok Perko            | 1:10,30    |
| 6     | USA  | Christopher Beckmann | 1:10,31    |

Datum: 10. Februar

### Super-G
| Platz | Land | Sportler               | Zeit (min) |
| ----- | ---- | ---------------------- | ---------- |
| 1     | SWE  | Hans Olsson            | 1:17,49    |
| 2     | CAN  | Manuel Osborne-Paradis | 1:18,54    |
| 3     | CAN  | François Bourque       | 1:18,63    |
| 4     | CAN  | Brad Spence            | 1:18,66    |
| 5     | NOR  | Lars Elton Myhre       | 1:18,73    |
| 6     | SUI  | Patrick Küng           | 1:18,80    |

Datum: 12. Februar

### Riesenslalom
| Platz | Land | Sportler         | Zeit (min) |
| ----- | ---- | ---------------- | ---------- |
| 1     | USA  | Jeffrey Harrison | 2:17,40    |
| 2     | NOR  | Kjetil Jansrud   | 2:18,29    |
| 3     | SWE  | Fredrik Nordh    | 2:18,64    |
| 4     | SUI  | Patrick Küng     | 2:18,72    |
| 5     | CAN  | François Bourque | 2:18,80    |
| 6     | NOR  | Lars Elton Myhre | 2:18,90    |

Datum: 13. Februar

### Slalom
| Platz | Land | Sportler         | Zeit (min) |
| ----- | ---- | ---------------- | ---------- |
| 1     | SUI  | Raphael Fässler  | 1:33,33    |
| 2     | USA  | Ted Ligety       | 1:33,45    |
| 3     | SWE  | Fredrik Nordh    | 1:34,28    |
| 4     | NOR  | Lars Elton Myhre | 1:34,94    |
| 5     | SLO  | Matija Zaviršek  | 1:35,02    |
| 6     | AUT  | Markus Maier     | 1:35,33    |

Datum: 14. Februar

### Kombination
| Platz | Land | Sportler         | Punkte |
| ----- | ---- | ---------------- | ------ |
| 1     | CAN  | François Bourque | 32,84  |
| 2     | SWE  | Fredrik Nordh    | 34,12  |
| 3     | NOR  | Lars Elton Myhre | 35,51  |
| 4     | AUT  | Markus Maier     | 40,55  |
| 5     | AUT  | Romed Baumann    | 42,54  |
| 6     | FRA  | Adrien Théaux    | 46,95  |

Datum: 10./14. Februar
Die Kombination besteht aus der Addition der Ergebnisse aus Abfahrt, Riesenslalom und Slalom.

## Frauen

### Abfahrt
| Platz | Land | Sportlerin     | Zeit (min) |
| ----- | ---- | -------------- | ---------- |
| 1     | GER  | Maria Riesch   | 1:12,23    |
| 2     | USA  | Lindsey Kildow | 1:12,45    |
| 3     | AUT  | Daniela Müller | 1:12,85    |
| 4     | SUI  | Nadja Kamer    | 1:12,98    |
| 5     | USA  | Julia Mancuso  | 1:13,09    |
| 6     | ITA  | Nadia Fanchini | 1:13,47    |

Datum: 10. Februar

### Super-G
| Platz | Land | Sportlerin         | Zeit (min) |
| ----- | ---- | ------------------ | ---------- |
| 1     | ITA  | Nadia Fanchini     | 1:26,79    |
| 1     | AUT  | Andrea Fischbacher | 1:26,79    |
| 3     | USA  | Julia Mancuso      | 1:26,80    |
| 4     | USA  | Lindsey Kildow     | 1:26,84    |
| 5     | SUI  | Nadja Kamer        | 1:27,03    |
| 6     | AUT  | Alexandra Grabner  | 1:27,05    |

Datum: 12. Februar

### Riesenslalom
| Platz | Land | Sportlerin      | Zeit (min) |
| ----- | ---- | --------------- | ---------- |
| 1     | GER  | Maria Riesch    | 2:21,39    |
| 2     | LIE  | Jessica Walter  | 2:22,67    |
| 3     | USA  | Lindsey Kildow  | 2:22,91    |
| 4     | USA  | Julia Mancuso   | 2:22,94    |
| 5     | CZE  | Šárka Záhrobská | 2:24,00    |
| 6     | ITA  | Camilla Alfieri | 2:24,28    |

Datum: 14. Februar

### Slalom
| Platz | Land | Sportlerin      | Zeit (min) |
| ----- | ---- | --------------- | ---------- |
| 1     | AUT  | Kathrin Zettel  | 1:40,73    |
| 2     | CRO  | Nika Fleiss     | 1:40,82    |
| 3     | CZE  | Šárka Záhrobská | 1:41,01    |
| 4     | SWE  | Therese Borssén | 1:41,11    |
| 5     | CRO  | Ana Jelušić     | 1:41,37    |
| 6     | USA  | Julia Mancuso   | 1:41,39    |

Datum: 15. Februar

### Kombination
| Platz | Land | Sportlerin           | Punkte |
| ----- | ---- | -------------------- | ------ |
| 1     | USA  | Julia Mancuso        | 29,23  |
| 2     | AUT  | Kathrin Zettel       | 49,97  |
| 3     | CZE  | Šárka Záhrobská      | 52,22  |
| 4     | USA  | Lindsey Kildow       | 52,80  |
| 5     | LIE  | Jessica Walter       | 63,79  |
| 6     | AUT  | Michaela Kirchgasser | 66,40  |

Datum: 10./15. Februar
Die Kombination besteht aus der Addition der Ergebnisse aus Abfahrt, Riesenslalom und Slalom.

## Medaillenspiegel
| Platz | Land               | Gold | Silber | Bronze | Gesamt |
| ----- | ------------------ | ---- | ------ | ------ | ------ |
| 1     | Österreich         | 3    | 1      | 1      | 5      |
| 2     | Vereinigte Staaten | 2    | 2      | 2      | 6      |
| 3     | Deutschland        | 2    | –      | –      | 2      |
| 4     | Schweden           | 1    | 1      | 2      | 4      |
| 4     | Kanada             | 1    | 1      | 2      | 4      |
| 6     | Italien            | 1    | 1      | –      | 2      |
| 7     | Schweiz            | 1    | –      | –      | 1      |
| 8     | Norwegen           | –    | 1      | 1      | 2      |
| 9     | Kroatien           | –    | 1      | –      | 1      |
| 9     | Liechtenstein      | –    | 1      | –      | 1      |
| 11    | Tschechien         | –    | –      | 2      | 2      |